# Yaguachi Nuevo
Yaguachi Nuevo, auch als San Jacinto de Yaguachi oder Yaguachi bezeichnet, ist eine Kleinstadt und die einzige Parroquia urbana im Kanton San Jacinto de Yaguachi der ecuadorianischen Provinz Guayas. Die Parroquia besitzt eine Fläche von 272,5 km². Beim Zensus 2010 betrug die Einwohnerzahl der Parroquia 26.617. Davon lebten 17.806 Einwohner im urbanen Bereich von Yaguachi Nuevo.

## Lage
Die Parroquia Yaguachi Nuevo liegt im Tiefland östlich von Guayaquil. Der Río Chimbo (im Unterlauf auch Río Yaguachi) durchquert das Gebiet in nordwestlicher Richtung und mündet in den Río Babahoyo. Letzterer strömt entlang der nordwestlichen Verwaltungsgrenze nach Südwesten. Die Stadt Yaguachi Nuevo befindet sich am rechten Flussufer des Río Chimbo knapp 25 km ostnordöstlich der Provinzhauptstadt Guayaquil. Yaguachi Nuevo liegt zwischen den größeren Städten Durán (im Südwesten) und Milagro (im Osten). Die Fernstraße E25 (Naranjal–Babahoyo)  führt 5 km östlich an Yaguachi Nuevo vorbei. Die Stadt ist über die E49 mit Durán im Westen sowie an die E25 im Osten angebunden.
Die Parroquia Yaguachi Nuevo grenzt im Norden an die Parroquia Samborondón (Kanton Samborondón), im Nordosten an den Kanton Jujan, im Osten an das Municipio von Milagro, im Süden an die Parroquias Chobo (Kanton Milagro) und Yaguachi Viejo sowie im Südwesten an das Municipio von Durán.

## Orte und Siedlungen
In der Parroquia gibt es neben dem Hauptort folgende größere Recintos:
- Bodeguita
- Caimito
- Cascol
- Casiguana
- El Cóndor
- El Pensamiento
- Guajala
- María Clementina
- San Juan
- San Martín de Porres

## Geschichte
Der Ort geht auf eine spanische Gründung im Jahr 1583 zurück. Das Dorf wurde bei einem Feuer zerstört und ein neues Recinto mit dem Namen "Pueblo Nuevo", das heutige "Yaguachi Nuevo" wurde errichtet. Am 10. Oktober 1820 wurde Yaguachi unabhängig von Guayaquil. Am 19. August 1821 fand die Schlacht von Cone (Batalla de Cone) statt, die unter Mariscal Antonio José de Sucre zur Unabhängigkeit der Provinz von Guayaquil führte.